# Veitch Memorial Medal

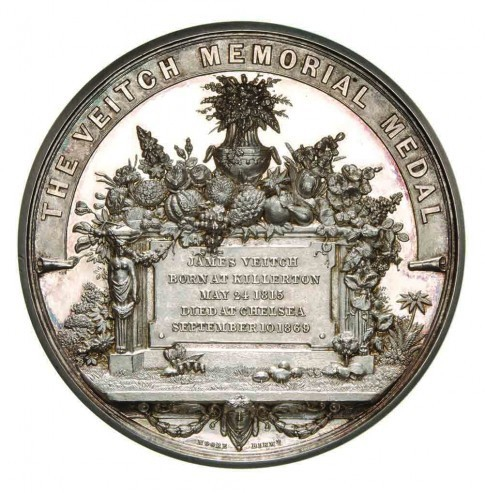
Veitch Memorial Medal

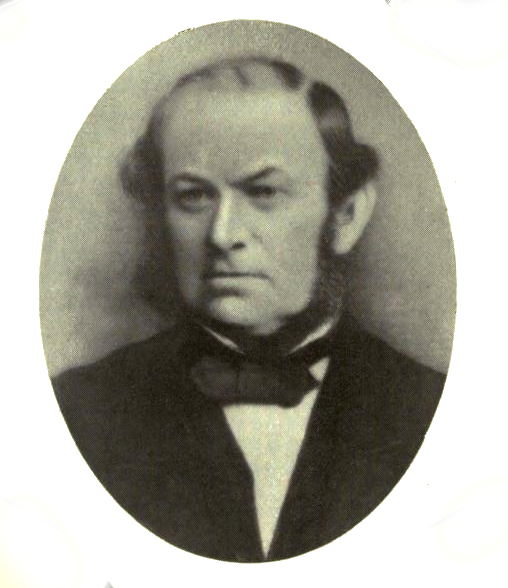
James Veitch, nach dem die Medaille benannt wurde

Die Veitch Memorial Medal wird seit 1869 jährlich von der Royal Horticultural Society an Personen vergeben, die einen außerordentlichen Beitrag für den wissenschaftlichen und praktischen Fortschritt im Gartenbau geleistet haben.
Sie ist nach James Veitch junior (1815–1869), dem Besitzer der Baumschule Veitch and Sons bei Chelsea benannt.

## Einige Preisträger
- 1883: John Roberts (1830-1892)
- 1892: John Heal
- 1894: Victor Lemoine[1]
- 1896: Charles Sprague Sargent[2]
- 1897: Liberty Hyde Bailey[3]
- 1899: Thomas Francis Rivers[4]
- 1901: Richard Irwin Lynch, Thomas Meehan[5]
- 1906: Ernest Wilson
- 1907: John Gilbert Baker[6]
- 1927: George Forrest
- 1932: Otto Stapf[7]
- 1934: Frank Kingdon-Ward
- 1941: Eleanor Malby[8]
- 1945: John Hutchinson, William Henry Judd[9]
- 1950: Wilfrid Jasper Walter Blunt
- 1951: John Macqueen Cowan
- 1953: Nellie Roberts[10], William Bertram Turrill
- 1954: Dorothy Renton (Branklyn Garden), Mary Knox-Finlay (Keillour Castle)
- 1955: Vita Sackville-West, Ralph Peer (Kamelien)
- 1956: Albert Burkwood (1890-1978)
- 1957: Charles Henry Curtis (1870-1958); Patrick Synge (1884-1967); Harold Hillier (1905–1985)
- 1960: Frederick Claude Stern (1874-1967), Beatrix Havergal (1901–1980)
- 1963: Percy Cane (1881-1976); Frederick Augustus Secrett (1886–1964); Eric Humphrey Savill (1895-1980)
- 1964: William Thomas Stearn, Frances Perry, Christiaan de Wet Meiring
- 1965: William Douglas Cook
- 1966: Graham Stuart Thomas (1909–2003), Eben Gowrie Waterhouse, John Scott Lennox Gilmour, Leonard Broadbent (1916-2002), Jan de Graaff
- 1967: Alex J. Burnett
- 1968  John Stuart Yeates, Maurice Mason
- 1969: Donald Wyman[11], Thomas Neame
- 1973: John Bergmans
- 1975: Noel Lothian
- 1977: Iris Bannochie
- 1979: Gordon Rowley
- 1981: David Willis Robinson, David McClintock
- 1984: Dick van Hoey Smith
- 1985: Mavis Batey
- 1987: Rachel Lambert Mellon[12]
- 1993: Peter Smithers
- 1994: David C. H. Austin
- 1998: Bruce Macdonald, Direktor des UBC's Botanical Garden
- 1999: Sonja Bernadotte, Helen Dillon
- 2002: Piet Oudolf[13]
- 2003: Peter Thoday, Dozent in Landschaftsarchitektur an der Universität Bath und Fernsehpräsentator[14]
- 2004: Peter H. Raven, Direktor des Missouri Botanical Garden
- 2008: James B. Beard[15], Michael Nelson[16]
- 2011: Graham Ross, Christopher Bailes, Rosemary Alexander, Keshab Pradhan
- 2013: Peter Del Tredici[17]
- 2015: Gillian Barlow, Robert Berry, Neil Bragg, Fergus Garrett, Charles Nelson, Penny Snell, John Pilbeam[18]
- 2016: Sarah Carey, Diana Grenfell, Marco Polo Stufano, Ken Thompson, Ernst van Jaarsveld[19]
- 2017: Dominic Cole, Rod Leeds, Philippe Lecoufle, William McNamara, Andrew McIndoe[20]
- 2018: Rosemary Collier, Gerald Edwards, Michael Hudson, Douglas Needham
- 2023: Susan Campbell, Graham Duncan, Mark Jury, Sidney Linnegar, Bleddyn Wynn-Jones, Sue Wynn-Jones
- (unbekanntes Jahr): Werner Rauhs